# Cyriakus Schneegaß
Cyriakus Schneegass (allemand: Schneegaß ; forme latine: Snegassius) est un pasteur luthérien allemand et poète né le 5 octobre 1546 à Bufleben, en électorat de Saxe, et décédé le 23 octobre 1597 à Friedrichroda, en duché de Saxe-Weimar.

## Biographie
Issu d'une famille de paysans, sa prime jeunesse a été marquée par la guerre de Schmalkalden, notamment le siège de Gotha par Auguste de Saxe. Il a d'abord étudié à la Handelsschule de Gotha, une école de commerce, puis en 1565, la théologie à l'université d'Iéna en compagnie de Nikolaus Selnecker. Il obtient sa maîtrise en 1658 et part pour Tambach-Dietharz en tant que professeur et cantor jusqu'en 1573. Ensuite, Cyriakus Schneegass prend le poste de pasteur de l'église Saint-Blaise à Friedrichroda jusqu'au terme de sa vie. Il épousa Dorothea Lindemann, fille de l'un de ses professeurs à Iéna, petite fille de Friedrich Myconius qui fut surintendant à Gotha et nièce de Martin Luther. Ils eurent huit filles, les prénoms de certaines sont citées dans ses écrits, et deux fils qui moururent en bas âge.
Jean-Sébastien Bach a utilisé son poème Das neugeborne Kindelein pour sa cantate BWV 122 et Ach Herr, mich armen Sünder pour la BWV 135.